# George T. Oliver

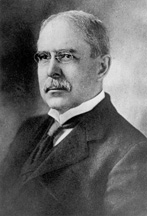
George T. Oliver (um 1913)

George Tener Oliver (* 26. Januar 1848 in Dungannon, County Tyrone, im späteren  Nordirland; † 22. Januar 1919 in Pittsburgh, Allegheny County, Pennsylvania) war ein US-amerikanischer Politiker. Zwischen 1909 und 1917 vertrat er den Bundesstaat Pennsylvania im US-Senat.

## Werdegang
George Oliver wurde während eines Besuchs seiner Eltern in Dungannon im heutigen Nordirland geboren. Der Wohnsitz der Familie war Pittsburgh in Pennsylvania, wo er die öffentlichen Schulen besuchte. Außerdem absolvierte er die Pleasant Hill Academy in West Middletown in Pennsylvania und dann im Jahr 1868 das Bethany College in West Virginia. Zwischenzeitlich arbeitete er als Lehrer. Nach einem Jurastudium und seiner im Jahr 1871 erfolgten Zulassung als Rechtsanwalt begann er in Pittsburgh in seinem neuen Beruf zu arbeiten. Diesen Beruf übte er bis 1881 aus. Danach war er bis 1901 in der Stahl und Drahtproduktion tätig. Ab 1900 war er auch in der Zeitungsbranche aktiv. Dabei gab er die Zeitungen Pittsburgh Gazette-Times und Pittsburgh Chronicle-Telegraph heraus.
Politisch schloss sich George Oliver der Republikanischen Partei an. Von 1881 bis 1884 war er Vorsitzender des Bildungsausschusses der Stadt Pittsburgh (Pittsburgh Central Board of Education). Bei den Präsidentschaftswahlen des Jahres 1884 war er offizieller Republikanischer Wahlmann. Im Jahr 1904 lehnte er die Ernennung in den US-Senat als Nachfolger des verstorbenen Matthew Quay ab. Nach dem Rücktritt von Philander C. Knox wurde Oliver dann doch zu dessen Nachfolger im Kongress gewählt, wo er am 17. März 1909 sein neues Mandat antrat. Nach einer Wiederwahl im Jahr 1911 konnte er sein Mandat bis zum 3. März 1917 ausüben. Während dieser Zeit wurden der 16. und der 17. Verfassungszusatz ratifiziert. Dabei ging es um die bundesweite Einführung der Einkommensteuer und die Direktwahl der US-Senatoren. George Oliver war zwischenzeitlich Mitglied mehrerer Ausschüsse. Dazu gehörten das Committee on Transportation Routes to the Seaboard (Vorsitzender), der Ausschuss der sich mit den Beziehungen zu Kanada befasste, der Handwerksausschuss (Committee on Manufactures) und der Ausschuss für Forst und Fischerei (Committee on Forest Reservations and Game Protection).
Im Jahr 1916 verzichtete er auf eine erneute Kandidatur. Nach seinem Abschied aus der Bundeshauptstadt Washington, D.C. kehrte er nach Pittsburgh zurück, wo er seinen Lebensabend verbrachte. Dabei zog er sich aus der Öffentlichkeit zurück. Er starb am 22. Januar 1919.